# Milešov (Krásno)
Milešov (německy Müllersgrün) je zaniklá vesnice, základní sídelní jednotka obce Krásno v okrese Sokolov v Karlovarském kraji. Milešov je také název katastrálního území o rozloze 3,44 km².

## Historie
První písemná zmínka pochází z roku 1489, kdy byla ves součástí bečovského panství. K bečovskému panství patřil Milešov až do roku 1850. V letech 1850–1904 byl osadou obce Schönwehr (Krásný Jez). Samostatnou obcí se stal roku 1904. V roce 1950 je uváděn jako osada obce Vodná. V letech 1961–1975 byl Milešov částí obce Krásno v okr. Sokolov, od 1. ledna 1976 jen jako součást obce Krásno.
Po roce 1945 došlo k odsunu německého obyvatelstva a po vysídlení německých obyvatel došlo v 50. letech 20. století k zahájení těžby uranu ve Slavkovském lese. Milešov byl začleněn do uzavřeného uranového pásma a v zástavbě obce byli ubytování pracovníci dolů. Ti se o domy nestarali a obec zchátrala. Po ukončení těžby uranu Jáchymovskými doly byly domy zbořeny.
Dochoval se jediný dům ev. č. 33 (dříve čp. 4), který slouží jako rekreační objekt. Zaniklá osada již nebude obnovována, a to ani výstavbou domů na historických stavebních parcelách.

## Obyvatelstvo
Při sčítání lidu v roce 1921 ve vsi žilo 167 obyvatel (z toho 73 mužů), z nichž bylo 164 Němců a tři cizinci. Všichni se hlásili k římskokatolické církvi. Podle sčítání lidu z roku 1930 měla vesnice 182 obyvatel: čtyři Čechoslováky, 175 Němců a tři cizince. Všichni byli římskými katolíky.
| Rok            | 1869 | 1880 | 1890 | 1900 | 1910 | 1921 | 1930 | 1950 | 1961 | 1970 | 1980 | 1991 | 2001 | 2011 |
| -------------- | ---- | ---- | ---- | ---- | ---- | ---- | ---- | ---- | ---- | ---- | ---- | ---- | ---- | ---- |
| Počet obyvatel | 201  | 202  | 180  | 176  | 184  | 167  | 182  | 40   | 6    | 6    | –    | –    | 8    | –    |
| Počet domů     | 29   | 30   | 30   | 34   | 32   | 33   | 33   | 18   | –    | 1    | –    | –    | –    | –    |